# Конак Ђукића у Ратковцу
Конак Ђукића се налази у селу Ратковац код Лајковца.

## Изглед конака
Конак Ђукића (8,90 х 10,90 метара) је грађен као спратна зграда. Приземни део је једна велика просторија чија је основа по једној страни ужа за 1,25 метра од спратне. препуст спратне конструкције носе четири храстова стуба с јастуцима. Дебели, камени зидови приземља и три централно постављена, масивна стуба у приземној просторији са подужном гредом су ослонац за 11 међуспратних греда које носе целокупну бондручну конструкцију спрата и четвороводну конструкцију крова. Основа спрата је једноставно решена. Попречни и подужни зидови деле простор на четири дела везана за цетрално постављен, врло широк димњак. Око димњака су груписане три собе и оџаклија од које је преграђивањем добијена пета просторија мањих димензија која је вероватно служила за оставу (Ђилер). На спрат се приступа преко сажетог трема, на углу, каменим степеништем у оџаклију, из које се улази у остале просторије. Собе су се загревале преко великог димњака квадратног пресека 1,50 х 1,50 м. Ложиште је првој просторији (оџаклији) са посебним вратницама. Подови су квадратне опеке. У једној соби је део пода издигнут 12 центиметра и попатошен (душема), док је то решење у другој соби изведено у опеци која је 7 цм виша од осталог дела пода. Прозори су правоугаони двокрилни и отварају се унутра и у поље са крилима која су подељена на три окна. Врата су изведена са посебном пажњом па су испуне изрезбарене геометријским мотивима у облику ромба. Зидови су окречени у бело. Кров је благог нагиба, покривеном ћерамидом преко храстове шиндре која је вероватно била некадашњи покривач. Улазни део степеништа па и отвор до улаза на спрату, обликовани су конструкцијом лажних лукова што је несумњиво утицај архиктетуре моравске куће. Улаз у приземље, несумњиво просторију економске намене, посебно је наглашен монолитним каменим довратницима који носе четири лучна сегмента од пешчара. Ова лучна конструкција посебно је профилисана степенастим лучним тракама са завршеним мотивом полукружних линија.